# TT9
| i | mn · n | ms | s |

| i | mn · n | ms | s |

TT9 (Theban Tomb 9) è la sigla che identifica una delle Tombe dei Nobili ubicate nell’area della cosiddetta Necropoli Tebana, sulla sponda occidentale del Nilo dinanzi alla città di Luxor, in Egitto. Destinata a sepolture di nobili e funzionari connessi alle case regnanti, specie del Nuovo Regno, l'area venne sfruttata, come necropoli, fin dall'Antico Regno e, successivamente, sino al periodo Saitico (con la XXVI dinastia) e Tolemaico.

## Titolare
TT9 Era la tomba di:
| Titolare | Titolo                                                     | Necropoli      | Dinastia/Periodo         | Note                                                                                    |
| -------- | ---------------------------------------------------------- | -------------- | ------------------------ | --------------------------------------------------------------------------------------- |
| Amenmose | Servo nel Luogo della Verità e incantatore degli scorpioni | Deir el-Medina | XX dinastia (Ramses III) | alla sommità della fila delle tombe, a sud della TT213 e leggermente a nord della TT210 |

## Biografia
Amenmose fu Servo nel Luogo della verità ed "incantatore" di scorpioni. Sua moglie era Tent-hom.

## La tomba
Di forma irregolare, la TT9 è costituita da un unico locale cui si accede da una corte in cui si trovano due stele: in una dea e il defunto in offertorio ad Anubi/sciacallo, il defunto in offertorio del disco solare, la dea Hathor e il defunto, accomapgnato da Anubi, dinanzi a Osiride; nell'altra gente in offertorio alla mummia presso la piramide della tomba e scene di banchetto.
All'interno della tomba, i dipinti parietali rappresentano la dea Nut accanto al defunto e alla moglie, dodici uomini in fila che adorano una divinità, una processione funeraria e scene di un pellegrinaggio ad Abido. In altre scene: pesatura alla presenza di Thot in sembianze di babbuino, banchetti funebri, offertorio del defunto agli dei ed al defunto e sua moglie.

### Annotazioni
1. ↑  La prima numerazione delle tombe, dalla numero 1 alla 253, risale al 1913 con l’edizione del "Topographical Catalogue of the Private Tombs of Thebes" di Alan Gardiner e Arthur Weigall. Le tombe erano numerate in ordine di scoperta e non geografico; ugualmente in ordine cronologico di scoperta sono le tombe dalla 253 in poi.
2. ↑  I campi della Duat, ovvero l'aldilà egizio, si trovavano, secondo le credenze, proprio sulla riva occidentale del grande fiume.
3. ↑  Nella sua epoca di utilizzo, l'area era nota come "Quella di fronte al suo Signore" (con riferimento alla riva orientale, dove si trovavano le strutture dei Palazzi di residenza dei re e i templi dei principali dei) o, più semplicemente, "Occidente di Tebe".
4. ↑  le Tombe dei Nobili, benché raggruppate in un'unica area, sono di fatto distribuite su più necropoli distinte.
5. ↑  Le note, sovente di inquadramento topografico della tomba, sono tratte dal "Topographical Catalogue" di Gardiner e Weigall, ed. 1913 e fanno perciò riferimento alla situazione dell'epoca.
6. ↑  Set-Maat = "Luogo della Verità" era uno dei nomi con cui era noto il villaggio operaio di Deir el-Medina. Il villaggio era anche noto come Pa-demi, ovvero, semplicemente, "il villaggio".

### Fonti
1. 1 2  Porter e Moss 1927,  p. 18.
2. ↑  Gardiner e Weigall 1913.
3. ↑  Donadoni 1999,  p. 115.
4. ↑  Tosi 2005,  Vol. II, p. 152.
5. ↑  Porter e Moss 1927,  pp. 18-19.